# Epsilon Serpentis
Epsilon Serpentis (ε Ser, ε Serpentis) è una stella situata nella costellazione del Serpente. La sua magnitudine apparente è +3,71 e dista 70,5 anni luce dal sistema solare.

## Osservazione
Si tratta di una stella situata nell'emisfero boreale celeste, ma molto in prossimità dell'equatore celeste; ciò comporta che possa essere osservata da tutte le regioni abitate della Terra senza alcuna difficoltà. Essendo di magnitudine +3,71, la si può osservare anche dai piccoli centri urbani senza difficoltà, sebbene un cielo non eccessivamente inquinato sia maggiormente indicato per la sua individuazione.
Il periodo migliore per la sua osservazione nel cielo serale ricade nei mesi compresi fra maggio e settembre; da entrambi gli emisferi il periodo di visibilità rimane indicativamente lo stesso, grazie alla posizione della stella non lontana dall'equatore celeste.

## Caratteristiche
ε Serpentis è una stella bianca di sequenza principale di tipo spettrale A2Vm; la "m" nella sua classe spettrale indica che essa è una stella a linee metalliche, cioè è particolarmente ricca di alcuni elementi e povera in altri. La metallicità della stella è piuttosto elevata, ma mentre elementi come scandio e calcio sono scarsamente presenti, l'abbondanza di nichel, zirconio, bario e, soprattutto, di lantanio e cerio è piuttosto elevata, con valori per questi ultimi due elementi 15–20 volte superiori a quelli presenti nel Sole.
Con una massa ed un raggio 1,8 volte quelli del Sole ed una temperatura superficiale di poco più di 8000 K, ε Serpentis è 12 volte più luminosa della nostra stella. La stella è relativamente giovane, con un'età di 500 milioni di anni, a fronte di permanenza nella sequenza principale, per la sua classe, di circa 1,4 miliardi di anni.